# Укрощение велосипеда (мультфильм)
«Укрощение велосипеда» — короткометражный кукольный мультипликационный фильм 1982 года, снятый творческим объединением «Экран» по мотивам одноимённого рассказа Марка Твена. В озвучке мультфильма принял участие народный артист СССР Зиновий Гердт.

## Сюжет
О злоключениях обычного человека, который пытается овладеть искусством езды на велосипеде. Героя обучает тренер и помогает механик, но именно на них он и приземляется при каждом падении. А мальчишка смеётся, глядя на них с забора.

### Отличия от книги
- Действие перенесено в настоящее время.
- В мультфильме, кроме свинцовой примочки были бинты, в книге герой ограничился только свинцовой примочкой.
- Количество персонажей уменьшено, отсутствуют три из четырёх помощников инструктора, девочка-прачка и возчик, везущий капусту.
- В фильме герой лежит в больнице вместе с инструктором, в книге выздоровление главного героя происходило дома.
- В фильме герой перестаёт падать после окончания обучения, в книге это продолжается до конца повествования.
- Уменьшено количество мест, по которым герой ездит, отсутствует набережная, наклон улицы и ступени в её конце.

## Создатели
- автор сценария — Людмила Петрушевская
- режиссёр — Раса Страутмане
- художник-постановщик — Алексей Лярский
- оператор — Леонард Кольвинковский
- композитор — Давид Кривицкий
- звукооператор — Виталий Азаровский
- стихи — Александра Тимофеевского
- роли озвучивали:

Зиновий Гердт (от автора, исполнение песни)
Галина Иванова (мальчик)
- художники-мультипликаторы: Алла Гришко, Людмила Африна, Мария Карпинская
- куклы изготовили: Надежда Лярская, Любовь Доронина, Елена Покровская, Александра Мулюкина, А. Дегтярёв, Анатолий Гнединский
- монтажёр — Светлана Симухина
- директор — Игорь Гелашвили

## Видеоиздания
Мультфильм неоднократно выпускался на DVD в сборниках мультфильмов:
- «Встречайте бабушку»[1]
- «Лоскутик и облако»(Мультфейерверк)[2]